# Américo Gallego
Américo Rubén Gallego, mais conhecido como Américo Gallego (Morteros, 25 de abril de 1955), é um treinador e ex-futebolista argentino que atuava como meio-campo. Atualmente, no Panamá.

## Títulos

### Como jogador
River Plate
- Campeonato Argentino: Torneo Nacional 1981 e Primera División 1985-86
- Copa Libertadores da América: 1986
- Mundial de Clubes: 1986

Argentina
- Copa do Mundo: 1978

### Como treinador
River Plate
- Campeonato Argentino: Apertura 1994, Clausura 2000

Independiente
- Campeonato Argentino: Apertura 2002

Newell's Old Boys
- Campeonato Argentino: Apertura 2002

Toluca
- Campeonato Mexicano: Apertura 2005